# Residents vietnamites a Taiwan
Els residents vietnamites a Taiwan formen una de les comunitats més grans de residents estrangers a l'illa. Dels aproximadament 80.000 treballadors vietnamites que residien a Taiwan el 2006, 60.000 estaven empleats com a treballadors domèstics, 16.000 treballaven a fàbriques, 2.000 a indústries relacionades amb la marina, i la resta a altres feines. Constitueixen el 21% dels treballadors estrangers de l'illa. El 42% treballaven a Taipei i Taoyuan. Addicionalment, 118.300 dones vietnamites que van conèixer homes de Taiwan a través de serveis internacionals per a trobar parella residien a Taiwan el 2005.

## Història
Els esclaus sud-vietnamites van ser portats per la Companyia Holandesa de les Índies Orientals a Taiwan quan estava sota domini holandès. Els holandesos tenien esclaus pampangs i quinamesos a la seva colònia a Taiwan, i el 1643 van oferir recompenses als aliats aborígens que recuperarien els esclaus per a ells quan fuguessin.
"Quinam" era el nom holandès del vietnamita dels Senyors Nguyễn que governava la Cotxinxina, que es va utilitzar al segle XVII per referir-se a l'àrea al voltant de Quang Nam al Vietnam central, (Annam) fins que el 1860 els francesos van canviar el terme Cotxinxina per referir-se al Delta del Mekong.a l'extrem sud,

## Migració de treballadors
Taiwan és un dels principals destins dels treballadors migratoris vietnamites, en la seva gran majoria són empleats en fàbriques i indústries pesqueres. L'any 2002, els treballadors vietnamites a Taiwan representaven el 28,5% (13.200 persones) del total de 46.200 treballadors vietnamites residents de l'estranger, cosa que fa que Taiwan sigui el segon destí més popular després de Malàisia, tot i que davant de Laos. Pel que fa a tendències històriques Taiwan mantingué la seva importància com a destí encara quan disminuí l'afluència cap a Corea del Sud i Japó.